# قرية سنانيك
سنانيك هي إحدى قرى العراق الصغيرة، التابعة إلى ناحية الشورة، الواقعة جنوب الموصل، وترتبط من شمالها بطريق سيارات معبد مع قرية الزفتية. وتم تحرير قرية سنانيك من قبل قوات الجيش العراقي في 5 نوفمبر/تشرين الثاني 2016م، بعد سيطرة تنظيم داعش عليها زهاء العامين.